# Livraga
Livraga (Livraga in dialetto lodigiano) è un comune italiano di 2 508 abitanti della provincia di Lodi in Lombardia.

## Geografia fisica
Il territorio comunale si estende tra il fiume Lambro, che ne segna il confine a occidente e il canale Venere che scorre nel mezzo del comune. Confina con i comuni di Ospedaletto Lodigiano, Brembio, Borghetto Lodigiano, Orio Litta e San Colombano al Lambro (quest'ultimo exclave della città metropolitana di Milano).

## Origini del nome

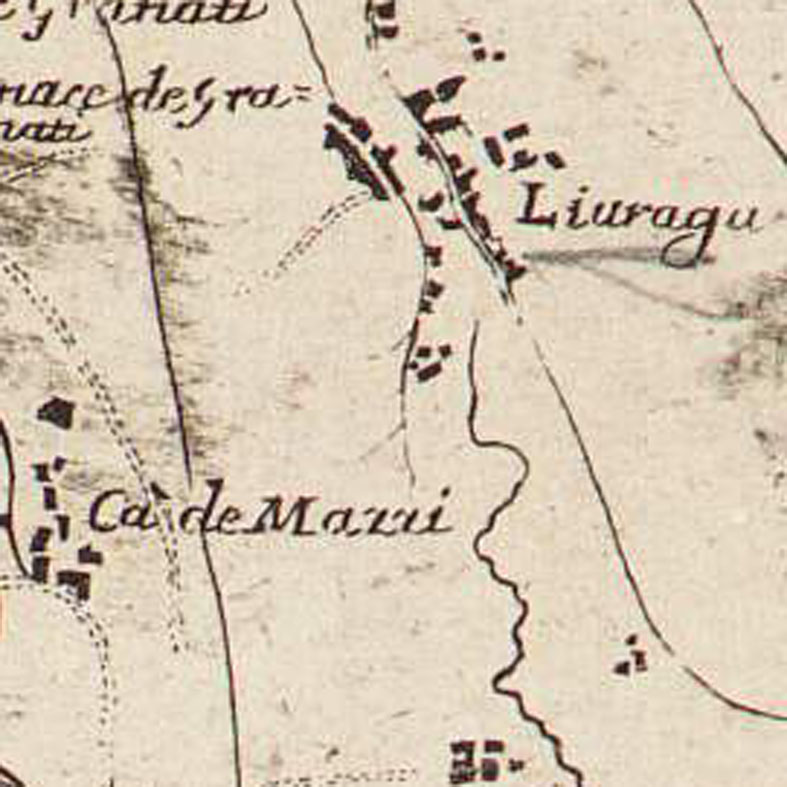
Dettaglio di parte del territorio lodigiano - Carta del 1600 - Cartografo Magini.

"Luiraga-Louiraga, Luviraga-Loviraga, Laurentiaga-Lurentiaga": come citato negli antichi documenti.
Il suffisso "ago/aga", di derivazione celtica, indica un luogo vicino all'acqua: o forse ha origine dal latino; stazione fissa e libera, "liber ager". Citata dal poeta Jacopo Gabiano alla fine del '500 nella sua "Laudiade": "...A Livraga il nome in parte l'antica libertade e ricca messe dalla maligna povertà l'affranca"; e più avanti: "Se il tuo frumento misurar volessi che più di tè ne vanteria. Livraga?...".

## Storia
Le prime tracce di insediamenti umani stabili nell'attuale territorio di Livraga si devono rintracciare nel I secolo a.C., periodo nel quale le genti romane cominciarono a convivere con quelle celtiche sul palealveo del Lambro nella zona di Pantigliate-Ca' de' Mazzi e il corso della Venere.

### Medioevo
L'esistenza di Livraga fu attestata per la prima volta nel settembre del 1142, quando Giovanni Vescovo di Lodi cedette in pegno a Uberto dei Casetti alcuni territori, tra i quali anche quelli di "Luviraga", per avere un prestito di trecento lire da pagare ai milanesi per la guerra che questi avevano contro Como.
Nel giugno 1153, Alberto e Ugone di "Luviraga" sono testimoni nel luogo di Montemalo ad un atto col quale Lanfranco Vescovo di Lodi e Martino Abate del Monastero di Santa Cristina di Olona scambiano tra loro alcune terre nella Corte di Orio presso il Castello di Montemalo.
Il 1º marzo 1156, Martino di Secugnago, abitante nel loco Luvirage, pagò al Vescovo Lanfranco otto soldi di denari d'argento milanesi pro frodo, che lo stesso Vescovo aveva imposto nello stesso luogo di Livraga.
Il 24 settembre 1164, nel Palazzo di San Salvatore in Pavia, l'Imperatore Federico Barbarossa, adottando sotto la sua imperiale protezione Alberico Vescovo di Lodi e tutta la Chiesa Lodigiana, concede e conferma a titolo di feudo tutti i beni che questi possedevano nel Lodigiano, tra questi è nominata la corte di Livraga, "cum castro et villa et omibus pertinenciis suis".
Il 18 dicembre 1167, troviamo la terra di Livraga, unitamente a quella di Merlino e di Cavenago, infeudato a Cesto da Merlino.
In una recensione dei redditi vescovili del 7 maggio 1174, nel territorio di Livraga, alla presenza di Ottone Morena, giudice e console di Lodi, e di Alberico II, Vescovo di Lodi, si nominarono varie località nel luogo e nei dintorni di Livraga. "Alberto ed Omodeo di Luviraga a Alghino de Vignathe, possiedono terre in capite burgi iuxta veterem stratum romeam". Anche Asgerio de Cuzigo possiede in capite burgi super stratum de Laude, una terra di Gambaro giace in capo al borgo ad la crucem de la via", dove probabilmente la vecchia Via Romea Piacentina Emilia abbandonata s'incrociava con la nuova strada per la nuova Lodi. Un altro pezzo di strada in possesso di Cuzigo giaceva "juxta levatam retro Castellum", ed un altro ancora, "super via que vadit ad Fossatholtum", era chiamata Sgenkari.
Nel 1189, la nobile famiglia lodigiana dei Vignati è investita della "brayda de rotharis in Livraga" per parte dei signori di Salerano.
Il 4 maggio 1216, Pietro Poletto, Giovanni Nazzario, Alberto di Sant'Andrea ed Enrico Ameterio, Consoli del luogo di Livraga "in laude, in consularia", affermano che l'investitura del campaio di Livraga appartiene al Vescovo, e Bellone, campaio dello stesso luogo, afferma che il gastaldo del Vescovo era usato a nominare lui stesso questa carica. In questa occasione, Guido Della Corte, gastaldo del Vescovo, davanti ai succitati testimoni, nomina il Bellone campaio.
Dai documenti risulta che il 16 maggio 1224 il paese era tenuto in feudo, per i Vescovi di Lodi, da Oddone e Bernerio Dei Capitanei di Cornariano.
Nell'anno 1216, la Chiesa di Livraga nella plebe di Orio, pagò tre soldi imperiali di taglia, tassa imposta dal notaio Guala, legato pontificio del Lodigiano.
Il 16 maggio 1272, il Vescovo di Lodi Bongiovanni Fissiraga, alla presenza dei testimoni Martino Dei Riccardi e Bassiano De Lemene, nella sua Curia Vescovile, concede a Desenzano De Noxatello, di professione fabbro, la "ferrazza" (possibilità di svolgere il lavoro di fabbro e officina) nel luogo di Livraga.
L'8 gennaio 1308, il Vescovo Egidio dell'Acqua concede ai monaci dell'Abbazia di Ospedaletto alcuni pascoli di Livraga.
L'11 gennaio 1311, l'Imperatore Arrigo II di Lussemburgo riconfermò in Milano, al Vescovo Egidio dell'Acqua, l'investitura di parecchi beni nel Lodigiano, tra cui il Castello e la Villa de Luviraga.
Territori di Livraga furono in possesso del Capitolo della Cattedrale di Milano, forse per eredità dell'Arcivescovo Ariberto D'Intimiano, beni che il 20 aprile 1420 furono affittati ai Lampugnani, unitamente ad altri di Orio e Ospedaletto.
Nel secolo XIII, i Cadamosto ebbero il feudo di Livraga, il quale gli fu tolto da Bruzzo Visconti, podestà di Lodi.
24 novembre 1484: la Chiesa di San Bassiano e Martino risulta beneficio di Fra Bernardo, che ne è anche rettore.

### Età Moderna
11 novembre 1514: Bassiano Gavazzo, figlio di Pietro, è rettore della chiesa di Livraga.
3 gennaio 1584: nella visita apostolica di monsignor Bossi, vescovo di Lodi, risulta essere in Livraga un oratorio dedicato alla Santissima Trinità dei Disciplini.
Per tutto il '600, sotto la dominazione spagnola, il territorio di Livraga resterà diviso nei due Comuni di Livraga, e Ca' de' Mazzi con Pantigliate. Molto probabilmente la peste (quella di manzoniana memoria) che durante questo secolo imperversò, colpì anche Livraga, anche se non rimangono dettagliati documenti inerenti ai fatti.
1609: Livraga con Orio risultano infeudate ai Cavazzi della Somaglia.
1661: il feudo passò ai Dati di Cremona.
1672: padre Stefano Rossi della compagnia di Gesù, fece levare dal cimitero di Santa Priscilla in Roma il corpo santo di san Gennaro Martire e ne fece dono alla comunità di Livraga.
Nel 1703, il feudo ritornò dai Dati ai Cavazzi della Somaglia. Durante questo secolo, il territorio di Livraga resta diviso nei due Comuni di Livraga e Ca' de' Mazzi con Pantigliate.
Dal 13 gennaio al 27 marzo del 1723, Stefano Conti con l'assistenza di Antonio Biffo, Giuseppe Terzago, Giacomo Antono Dada, misura e stende il mappale del Comune di Livraga per il nuovo censimento dello Stato di Milano (catasto di Carlo VI e poi Teresiano). È il primo importante documento in cui vengono rilevati ed individuati i confini, le proprietà, gli edifici di Livraga. Durante la fine di questo secolo molte cascine si amplieranno, andando a raggiungere quei connotati architettonici tipici degli insediamenti rurali che siamo abituati a conoscere.

### Età Contemporanea

#### Le guerre risorgimentali
Importante fu il contributo dato dai contadini alle guerre per l'Indipendenza e l'Unità d'Italia alla metà del 1800. In molti partirono anche da Livraga e dalle sue campagne. Dei tanti, rimase memoria nei documenti dell'archivio comunale, del soldato Garotta Pietro, decorato con la medaglia di guerra per l'Indipendenza e l'Unità d'Italia il 20 marzo 1867 a Napoli.
Nel 1869 venne aggregato a Livraga il comune di Ca' de' Mazzi, che comprendeva già la frazione di Pantigliate.

### Livraga 1900
All'alba di questo secolo, Livraga si presenta essenzialmente come una grossa borgata agricola, nell'ubertosa pianura dell'area Lambriana. Attorno alla campagna si trovano numerose grandi cascine e tre grosse frazioni: Pantigliate, Ca' de' Mazzi, San Lazzaro. Nello stesso nucleo urbano, proprio nel centro del paese è presente una grande cascina, Cascina Grande. Altre piccole aziende agricole sono sparse attorno e nel paese. Numerose sono pure le botteghe artigianali, alcune, peraltro, intimamente legate all'economia rurale come i fabbri-maniscalchi, falegnami-carradori, i sellai.

#### La Grande Guerra
Il contributo dato dal contadino nella Grande Guerra è stato fondamentale e determinante. Contadini e lavoratori chiamati dalle campagne di tutta Italia, lottarono e combatterono sui monti di S.Michele, dei Sabotino, nelle trincee del Carso, sul Piave. Nella Grande Guerra, 1915/'18, Livraga ebbe quattro decorati al valore.

#### Durante il Fascismo
Nel 1926 furono soppresse le libere amministrazioni e i fascisti assunsero le direzioni dei Comuni; l'11 luglio 1926 Raffaele Corbellini veniva nominato Podestà di Livraga, carica che tenne fino al 1940, quando venne nominato Podestà Giuseppe Raggi.

#### Gli avvenimenti dal 1943 al 1945
Dopo il 25 luglio 1943 con la caduta del Fascismo e l'8 settembre con l'inizio della guerra contro la Germania hitleriana, iniziò la Guerra di Liberazione: ormai gli eventi bellici incalzavano seminando sangue, orrore e distruzione in tutto il mondo. Alcuni partigiani livraghini partirono per la montagna, altri si misero in clandestinità, pur rimanendo nella zona. Dopo l'8 settembre 1943, presso la Cascina Ceregalla dell'agricoltore Ernesto Locatelli, venne tenuto nascosto il Colonnello Arturo Catalano del Corpo Volontari della Libertà (C.V.L), che divenne Comandante della Piazza di Lodi nei giorni della Liberazione.
Il 25 agosto 1944 un'incursione colpì la Cascina Vecchia, distruggendo un pagliaio e un campo di mais.
Il 13 settembre 1944 avvenne uno scontro tra le forze della milizia repubblichina e un gruppo di partigiani.
Il 9 ottobre 1944 tre partigiani disarmarono la guardia comunale e una guardia campestre presso il municipio.
Il 23 ottobre 1944 furono arrestati i partigiani livraghini Pietro Biancardi e Giuseppe Frigoli e fucilati insieme a Marcello De Avocatis, Paolo Sigi e Ferdinando Zaninelli al poligono di tiro di Lodi, nello scontro durante l'arresto, rimase ucciso anche Paolo Biancardi.
L'11 novembre 1944 fu ucciso il podestà Giuseppe Raggi.
Il 24 aprile 1945 fu dato l'ordine di insurrezione nazionale contro i nazifascisti.
Il 25 aprile 1945 fu formato il C.N.L. (Comitato di Liberazione Nazionale) che assunse i poteri amministrativi.

#### Aprile 1945
Quando nell'aprile 1945 una colonna di tedeschi in fuga verso il nord minacciava di passare attraverso il paese, già provato e insanguinato, la popolazione fu corsa da un fremito di terrore. Si temeva che queste orde arrabbiate e braccate dovessero seminare distruzione e morte, come avevano già fatto altrove. Fu in questa congiuntura che il prevosto Mons. Carlo Livraghi raccolse in Chiesa i fedeli e, facendosi interprete dei loro sentimenti, promise con voto formale alla Madonna che se Livraga fosse stata preservata dall'imminente pericolo, ogni anno, la sera del 31 maggio, si sarebbe fatta una solenne processione con l'immagine della Madonna Immacolata per quella medesima via che i tedeschi minacciavano di attraversare. La colonna dell'esercito tedesco passò su Livraga ma non si fermò, non fece alcun danno.

### Simboli
Lo stemma è stato riconosciuto con decreto del capo del governo del 10 aprile 1936.
d'argento, sormontato da una spada d'argento e da un pastorale d'oro, posti in croce di Sant'Andrea, accompagnati
da un manipolo di erbe al naturale, legate da un nastro
con la scritta «UBER ET UBERTAS», sormontato da una
stella d'oro.»
(Art. 2, c. 2 dello Statuto comunale)
Il castello a due torri ricorda l'antico maniero che appunto esisteva in paese, dal che si rileva l'importanza del paese stesso. Lo si tenne poi d'argento: essendo questo metallo come il colore azzurro, si riconoscono i colori dell'autorità ecclesiastica. Il bastone pastorale lituo e la spada nuda, messi a croce di S. Andrea, alludono: il primo all'autorità più antica che si esercitò nel paese, che fu appunto la vescovile; mentre la spada nuda ricorda, ossia qualifica il diritto di digladio, cioè il mero e misto imperio di cui godeva il feudatario più antico ed i successivi. Il manipolo di verdura o erbe annodate da un nastro d'argento col motto "Uber et Ubertas" sono a significare che il territorio deve la sua floridezza ai pingui pascoli ed ai floridi caseifici. La stella d'oro allude, poi, alla nomea che viene meritatamente attribuita al paese per le arti agricole. Descritto così lo stemma, con la rispettiva giustificazione di ciascuno dei suoi simboli o figure, accenneremo alla corona che gli si appose, conforme al disposto dell'art. 24 del regolamento della Consulta Araldica e della deliberazione, 4 maggio 1870, nella quale sono fissati gli ornamenti degli stessi. La corona è un cerchio di muro d'oro aperto di quattro porte, sormontate da altri merli dallo stesso uniti da muriccioli d'argento.
Il gonfalone, concesso con D.P.R. del 21 marzo 1983, è un drappo di bianco.

## Cultura

### Musei
Il Museo del lavoro povero e della civiltà contadina "Mazzocchi e Bertolotti" aperto al pubblico nel 1999 ed è gestito da un'associazione di volontari.

## Società

### Evoluzione demografica
Abitanti censiti

### Etnie e minoranze straniere
Al 31 dicembre 2008 gli stranieri residenti nel comune di Livraga in totale sono 188, pari al 7,21% della popolazione. Tra le nazionalità più rappresentate troviamo:
| Paese   | Popolazione (2008) |
| ------- | ------------------ |
| Romania | 48                 |
| Albania | 42                 |
| Marocco | 39                 |
| Egitto  | 17                 |

## Geografia antropica
Il territorio comunale comprende il capoluogo, le frazioni di Ca' de' Mazzi, Fiandra, Pantigliate e San Lazzaro, e le cascine Campazzino, Cantone, Ceregalla, Granati, De Livraghi, Magnani, Nuova, Rampina, Ronchi e Vecchia.

## Infrastrutture e trasporti
- PM Livraga - Ferrovia Milano-Bologna AV

La zona industriale di Livraga, in provincia di Lodi, rappresenta un esempio di sviluppo e vitalità economica nel nostro territorio. Grazie alla sua posizione strategica e alle infrastrutture moderne, questa area è diventata un punto di riferimento per molte aziende che operano nel settore manifatturiero, logistico e commerciale. La presenza di imprese innovative e di qualità contribuisce non solo alla crescita economica di Livraga, ma anche alla creazione di opportunità di lavoro e di sviluppo sostenibile. La zona industriale di Livraga si distingue per la sua capacità di coniugare efficienza, modernità e rispetto per l’ambiente, rappresentando un motore importante per il progresso della nostra comunità.

## Amministrazione
Segue un elenco delle amministrazioni locali.
| Periodo | Periodo   | Primo cittadino         | Partito                            | Carica  | Note |
| ------- | --------- | ----------------------- | ---------------------------------- | ------- | ---- |
| 1945    |           | Mario Belloni           |                                    | Sindaco |      |
| 1946    |           | Francesco Martani       |                                    | Sindaco |      |
| 1946    | 1951      | Mario Roveda            |                                    | Sindaco |      |
| 1951    | 1956      | Domenico Beltrami       |                                    | Sindaco |      |
| 1956    | 1959      | Paolo Ciserani          |                                    | Sindaco |      |
| 1959    | 1964      | Lucio Cavallanti        |                                    | Sindaco |      |
| 1964    | 1968      | Domenico Beltrami       |                                    | Sindaco |      |
| 1968    | 1970      | Pietro Bosoni           |                                    | Sindaco |      |
| 1970    | 1975      | Francesco Martani       |                                    | Sindaco |      |
| 1975    | 1980      | Guido Castellotti       | Democrazia Cristiana               | Sindaco |      |
| 1980    | 1990      | Erminio Abbà            |                                    | Sindaco |      |
| 1990    | 1999      | Guido Castellotti       |                                    | Sindaco |      |
| 1999    | 2004      | Emerenziano Abbà        |                                    | Sindaco |      |
| 2004    | 2009      | Ettore Serafino Grecchi | lista civica                       | Sindaco |      |
| 2009    | 2014      | Ettore Serafino Grecchi | lista civica - Vivere Livraga      | Sindaco |      |
| 2014    | 2019      | Giuseppe Maiocchi       | lista civica - Vivere Livraga      | Sindaco |      |
| 2019    | 2024      | Giuseppe Maiocchi       | lista civica - Vivere Livraga      | Sindaco |      |
| 2024    | in carica | Giuseppe Ferrari        | lista civica - Insieme per Livraga | Sindaco |      |